# BlazBlue: Continuum Shift
BlazBlue: Continuum Shift (ブレイブルー コンティニュアム シフト, Bureiburū: Kontinyuamu Shifuto) é um jogo de luta 2D desenvolvido pela Arc System Works. O jogo é a sequência de BlazBlue: Calamity Trigger. Como no jogo anterior, BlazBlue: Continuum Shift primeiro veio para os arcades antes das três versões, tanto para Xbox 360 como para PlayStation 3. O jogo foi lançado para a placa de arcade X2 Taito Type, com uma proporção de 16:9 e resolução de 768p. Ele foi lançado em 20 de novembro de 2009 no Japão. Já a versão para console, foi lançada em 1 de julho de 2010 no Japão; e em 27 de julho na América do Norte. Na Europa, o jogo foi lançado no dia 3 de dezembro de 2010, juntamente com uma edição exclusiva limitada para a região. O jogo também foi anunciado para PlayStation Portable e Nintendo 3DS. Uma nova versão atualizada do jogo, intitulada de BlazBlue: Continuum Shift II, foi realizada. Em seguida, uma segunda atualização, chamada de BlazBlue: Continuum Shift Extended, foi feita, onde foram modificadas e acrescentadas novas características ao jogo.

## Jogabilidade
BlazBlue: Continuum Shift ainda mantém o seu estilo tradicional em 2D, em que dois personagens participam de um duelo em um plano bidimensional. Uma rodada é chamada de rebel; e um jogo pode consistir de um a cinco rebels. Para ganhar uma rodada, o jogador deve incapacitar o outro, infligindo danos através de vários ataques para reduzir a saúde do oponente; ou para ter saúde mais remanescente após o tempo acabar, dependendo das regras do jogo. Um elemento novo apresentado em Continuum Shift foram os guard primers, que substituíram a barra de defesa (guard libra). Além disso, novos modos e balanceamentos de personagens foram feitos para esta versão.

## Enredo
O jogo se passa após os eventos de BlazBlue: Calamity Trigger. Alguns dias se passaram desde o ataque relatado pelo grisalho Ragna the Bloodedge; e a 13a cidade hierárquica de Kagutsuchi esquece de celebrar o Ano Novo, devido ao suposto envolvimento do "maligno" Ragna no bombardeio misterioso. Seu avistamento nas proximidades são a única coisa comentada pelos cidadãos. Novus Orbis Librarium não oferece nenhuma explicação oficial; e os cidadãos expressam suas próprias teorias, exagerando e espalhando boatos como se fosse um incêndio. O nome de Ragna está gravado na mente das pessoas. Indiferente ao estado da cidade, o homem de cabelo grisalho empunha sua enorme arma, aguardando tranquilamente a hora de agir, esperando a chance de alcançar seu objetivo, encontrar o grande responsável pelos eventos que se seguiam até então; e o seu "verdadeiro poder", que já o havia seduzido há muito tempo, começa a ser liberado aos poucos.

## Personagens
O jogo introduziu oito novos personagens antes da versão para console. Quatro deles estavam no jogo por padrão, enquanto outros quatro foram exclusivos para DLC. Os personagens originais do jogo anterior fazem seu retorno, exceto a personagem Nu-13, que foi substituída por Lambda-11 (muito semelhante) em Continuum Shift, assim como sua troca de cores. Nu, no entanto, ainda é jogável no jogo, sendo ela a forma unlimited de Lambda, que pode ser desbloqueada no jogo ou adquirida através de DLCs.